# Waaiersluis (Gouda)

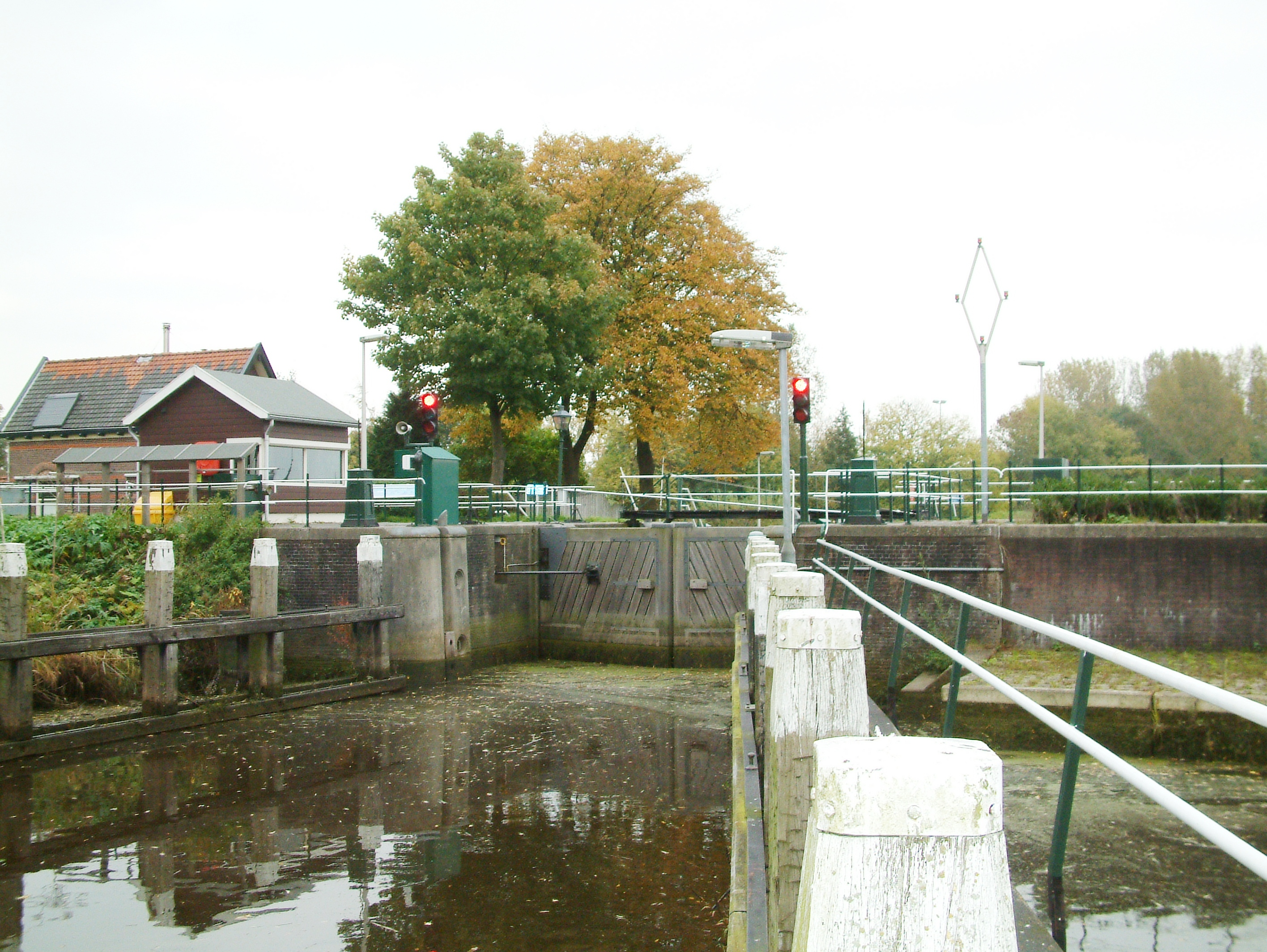
Waaiersluis buitenkant

De Waaiersluis is een sluiscomplex met een schutsluis en een spuisluis in de Hollandsche IJssel, tussen de rivier en het gekanaliseerde deel. Het complex ligt in de  Nederlandse gemeente Gouda.  De sluis is bijzonder, omdat hier voor het eerst een waaiersluis in een vaarweg werd toegepast. Aan de waaierdeuren heeft de Waaiersluis zijn naam te danken. De schutsluis heeft verder vier paar puntdeuren, namelijk in beide sluishoofden een paar ebdeuren en een paar vloeddeuren. De waaierdeuren bevinden zich in het tussenhoofd. Door deze constructie kan zowel tijdens hoogwater als tijdens laagwater geschut worden. De vaarweg is CEMT-klasse 0.
De schutkolklengte is 26,00 m en de wijdte 6 m. Er ligt over de kolk naast de buitendeuren een draaibrug. De drempeldiepte is aan de oostzijde KP - 3,08 m, aan de westzijde NAP 2,75 m.
De sluis wordt voornamelijk nog gebruikt door de pleziervaart, begin deze eeuw passeerden jaarlijks zo'n 8000 plezierjachten de sluis. Schepen die wel qua breedte, maar niet qua lengte in de kolk passen, kunnen de sluis passeren bij gelijk water of zelfs met een klein peilverschil. Bekend is van oudsher dat er kan worden afgeschut tot enkele tientallen centimeters verschil.
De waaierdeuren in de Waaiersluis bij Gouda zijn nog in werking en worden ook nog wel een enkele keer gebruikt.
Wanneer bijvoorbeeld de spuisluis buiten werking is, kan met behulp van de waaierdeuren via de schutsluis gespuid worden.
Maar soms zijn de waaierdeuren een erg noodzakelijk en onmisbaar afsluitmiddel. De schutsluis heeft een schutlengte van 24,5 meter. Grotere schepen (tot 38 meter) kunnen dus niet geschut worden. Die schepen moeten wachten op gelijkwater. Wanneer de waterstand aan beide zijden van de sluis in verband met het getijverloop even hoog staat, wordt de sluis geheel opengezet en kunnen de grotere schepen door de sluis varen. Toch kan er ineens door bijvoorbeeld een snel opkomende vloed een krachtige stroming in de sluis ontstaan. De sluis kan dan niet meer veilig met de puntdeuren worden afgesloten. Op zo'n moment bewijzen de waaierdeuren hun waarde.
De sluis is via de marifoon aan te roepen: VHF kanaal 20.
Het kleine brugje bij de waaiersluis is alleen voor voetgangers. 

## Geschiedenis
Door de afdamming van de Hollandsche IJssel bij boerderij Het Klaphek in Vreeswijk in 1285 kwam er een einde aan overstromingen van het gebied door stormvloeden uit het westen en rivierwater uit het oosten. Er ontstond een nieuw probleem, door te weinig stroming slibde de rivier dicht en ondervond de scheepvaart steeds meer hinder. Op aangeven in 1810 door de toenmalige Inspecteur van de Waterstaat, Jan Blanken, werd plannen uitgewerkt voor kanalisatie. Deze werd in 1862 voltooid.
In de jaren 1854-1856 werd ook een dam bij Gouda in de rivier gelegd met daarin een spuisluis en een schutsluis. De dam met het sluizencomplex vormt dus de scheiding tussen het getijdegedeelte van de Hollandsche IJssel en de gekanaliseerde Hollandsche IJssel. De deuren van de sluis werden tot in de 60'er jaren met de hand gedraaid. De waaierdeuren moeten nog steeds met de hand bediend worden. De sluis wordt van tijd tot tijd aangepakt om bruikbaar te blijven, sinds 1970 zijn er diverse renovaties geweest.
De spuisluis is momenteel uitgerust met twee stalen schuiven en dient voor het in- en uitlaten van water van en naar het gekanaliseerde deel om zo het water daar op peil te houden.
In 2004 is aan de buitenzijde een gemaal bijgebouwd. Dit gemaal bestaat uit pompen, die in hefbare deuren van de spuisluis zijn gemonteerd. Het spuien en inlaten wordt geregeld door de spuideuren (gedeeltelijk) te openen. Het gemaal en de spuisluis worden op afstand bediend.
Hoe het schutten met waaierdeuren, het spuien en water inlaten bij deze sluis werkt, is op een overzichtsbord naast het sluiswachtershuisje in beeld gebracht. Daarop is ook de geschiedenis uitvoerig vermeld.

### Renovatie
In april 2018 werden de twee waaiersluisdeuren vervangen door nieuwe in Duitsland vervaardigde exemplaren. De oude deuren werden niet meer betrouwbaar bevonden door het Hoogheemraadschap De Stichtse Rijnlanden. De oude waaierdeuren zijn geschonken aan het Waterliniemuseum in Fort Vechten en zijn daar te zien. Het principe van de waaierdeuren werd veel gebruikt in de Nieuwe Hollandse Waterlinie in inundatiesluizen.

## Rijksmonument
In 2000 werd het complex opgenomen in de Rijksmonumentenlijst.

## Foto's

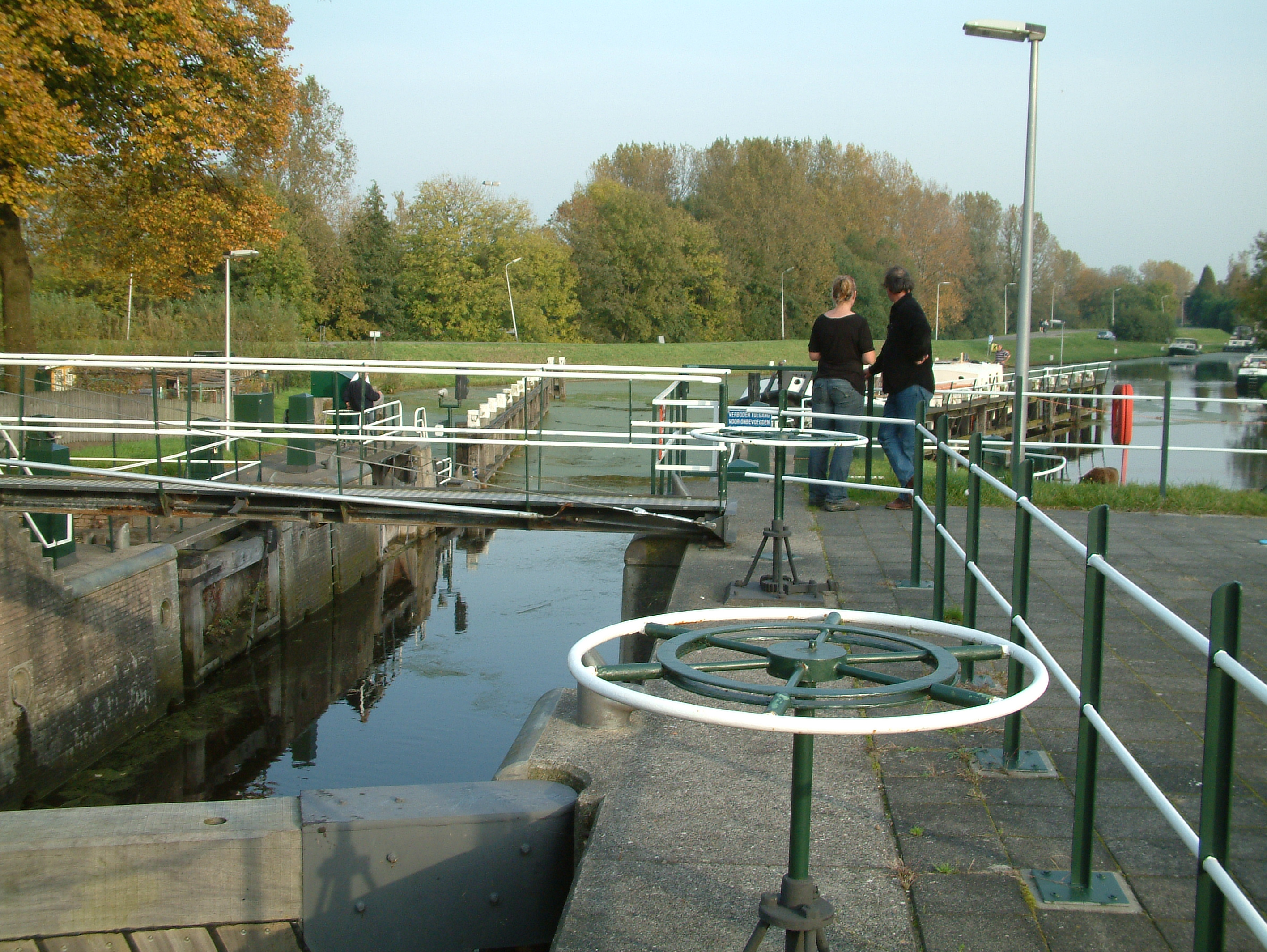
Richting oost
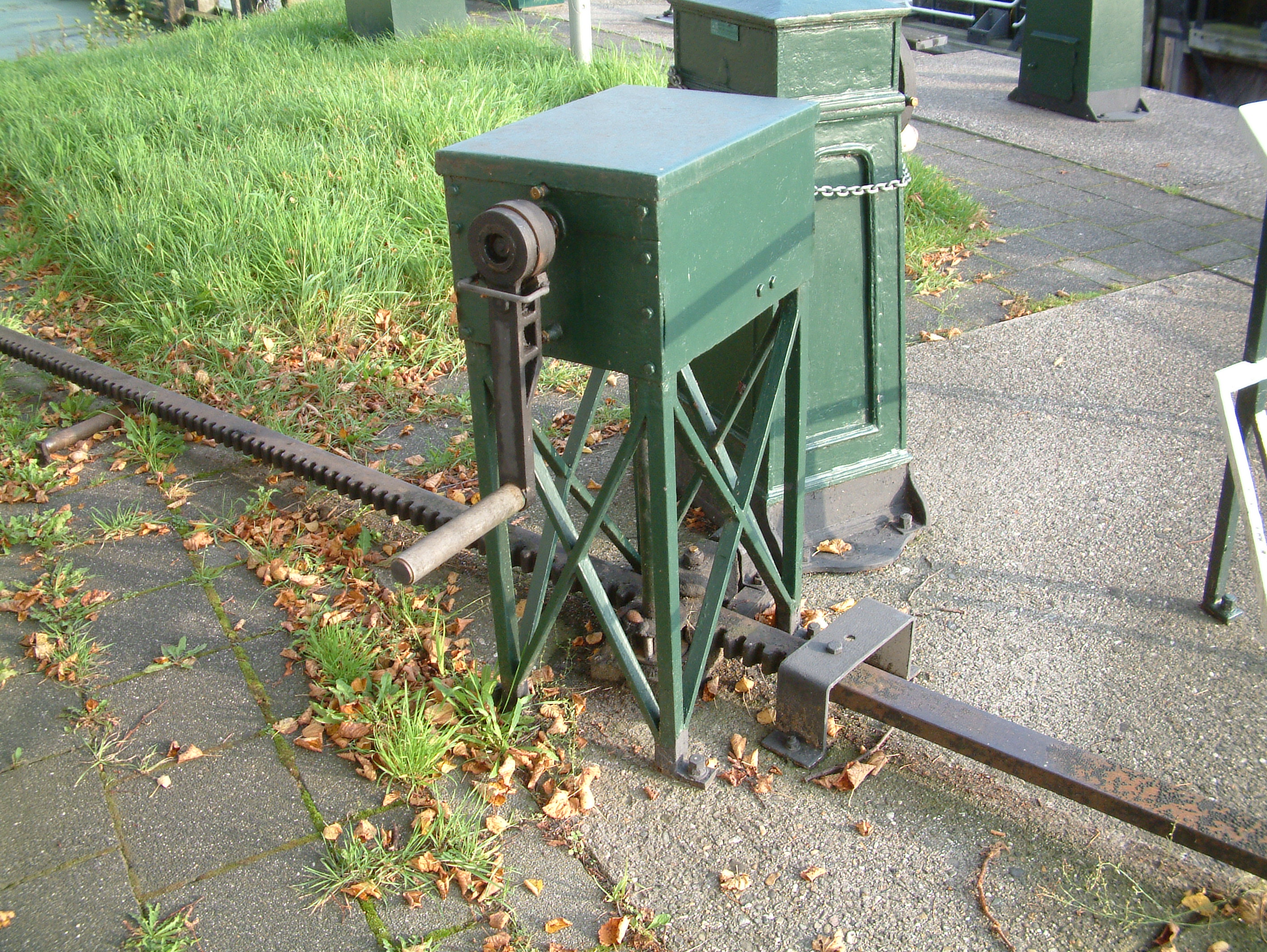
Aandrijving waaierdeur
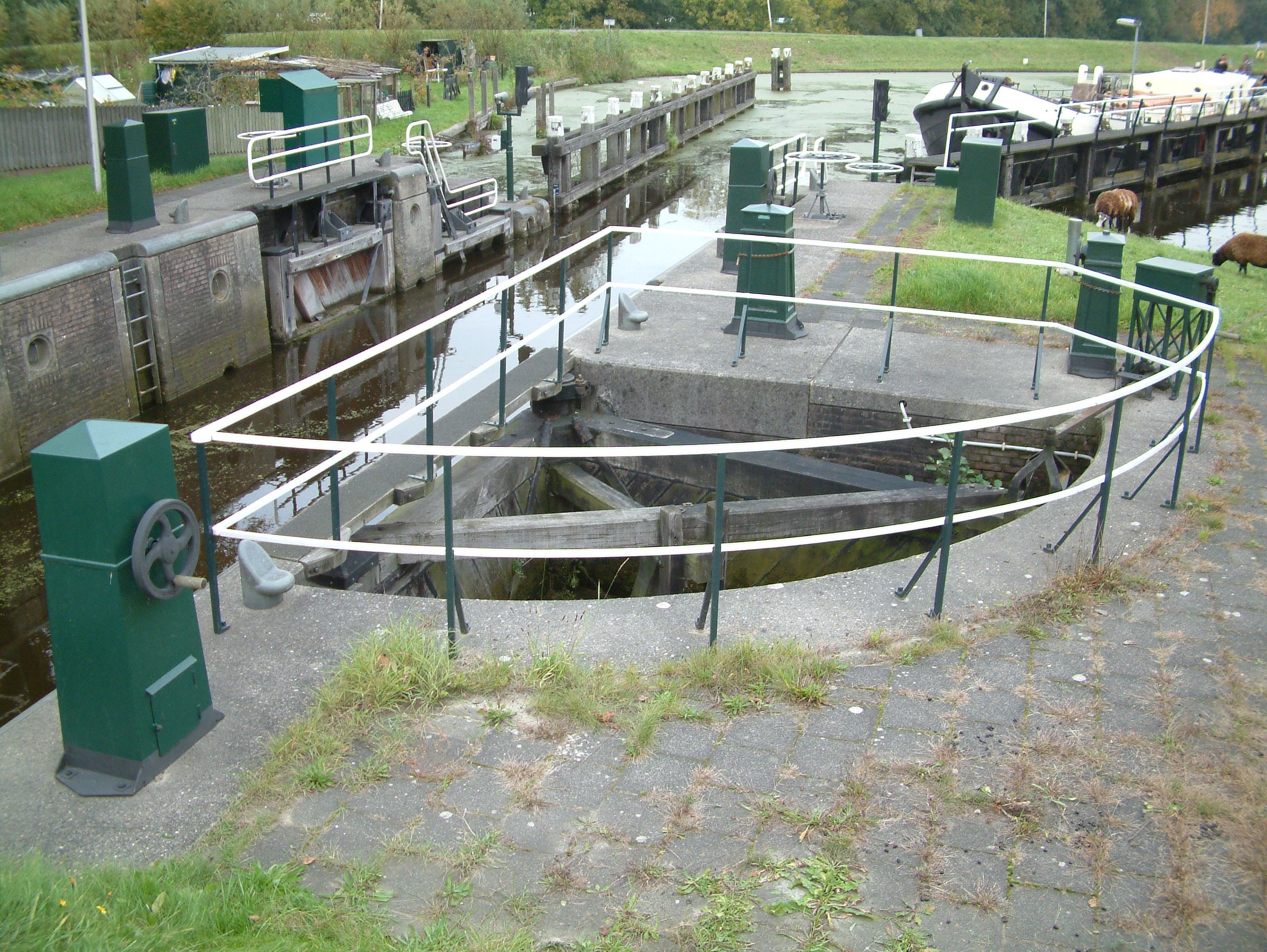
Waaierdeur
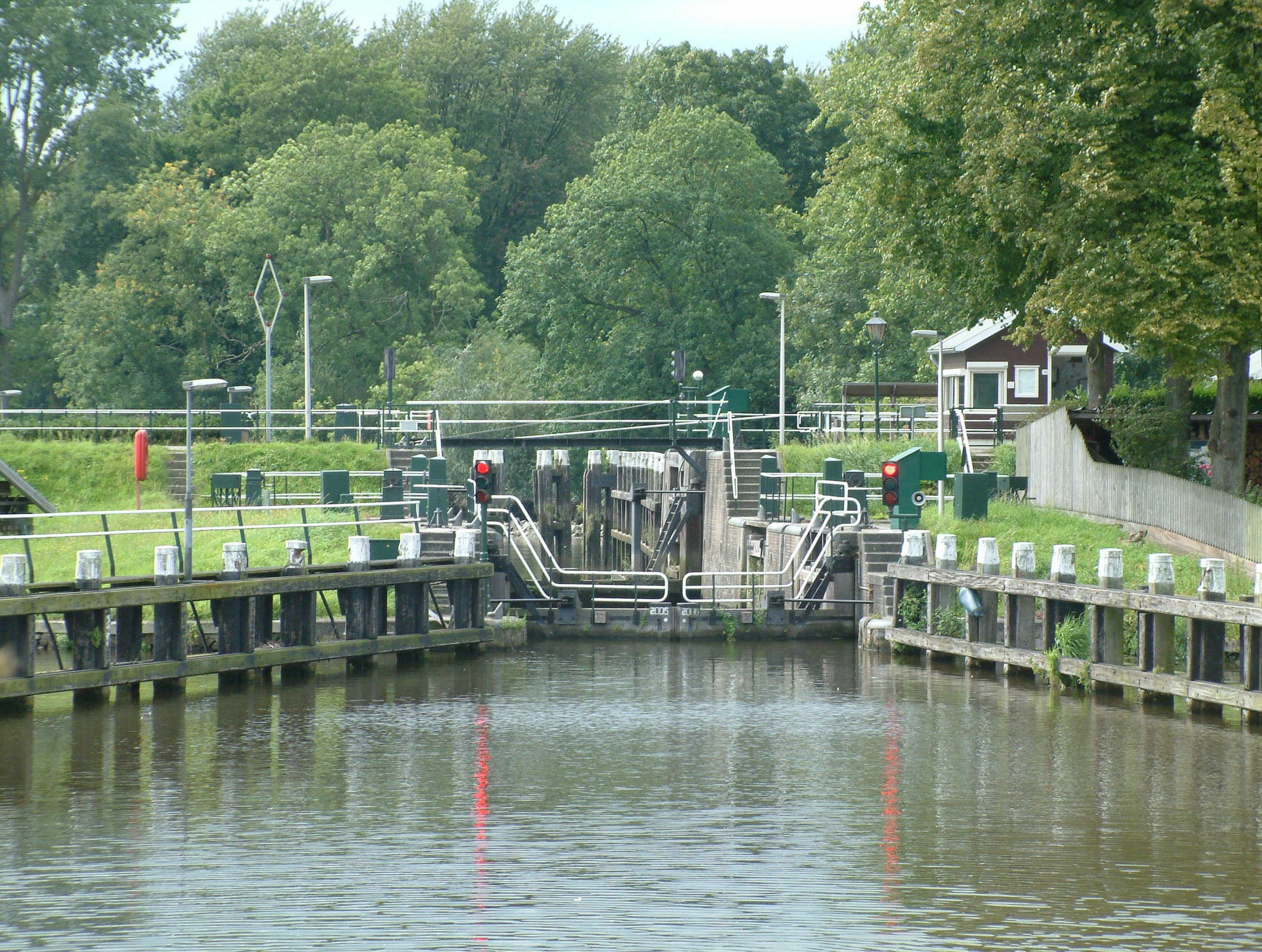
Sluis gezien vanuit de binnenkant
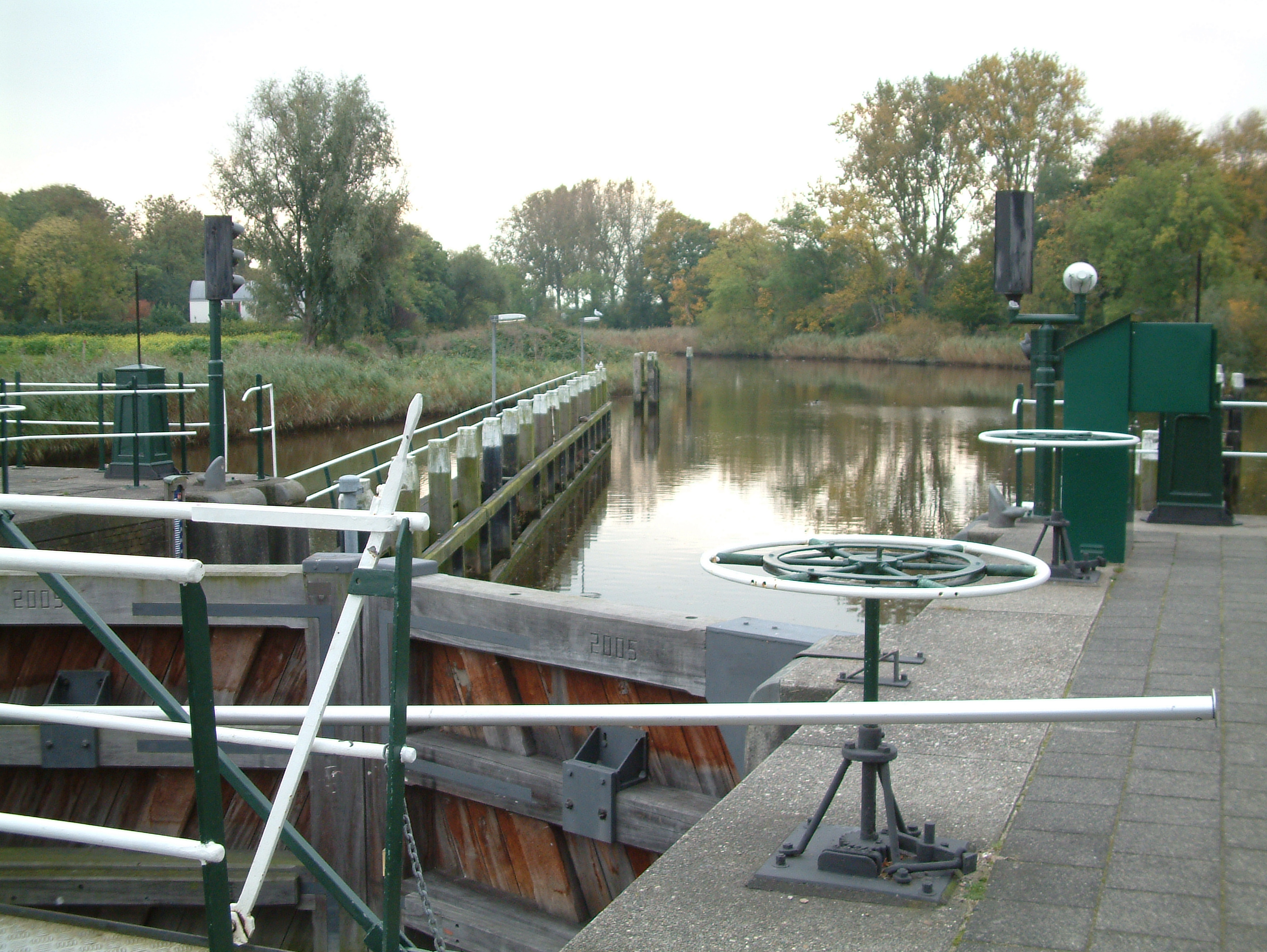
Richting west
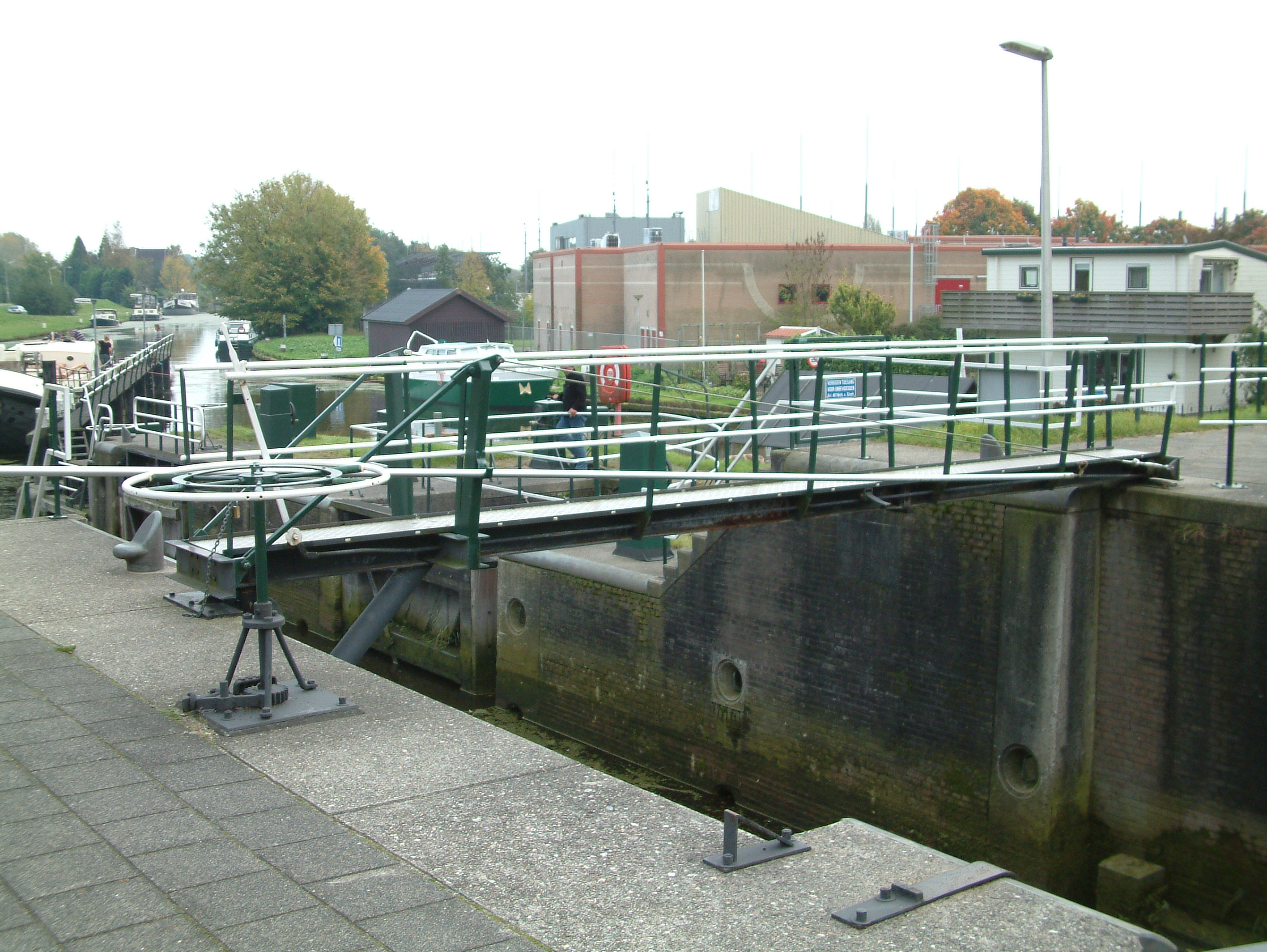
Rolbrug
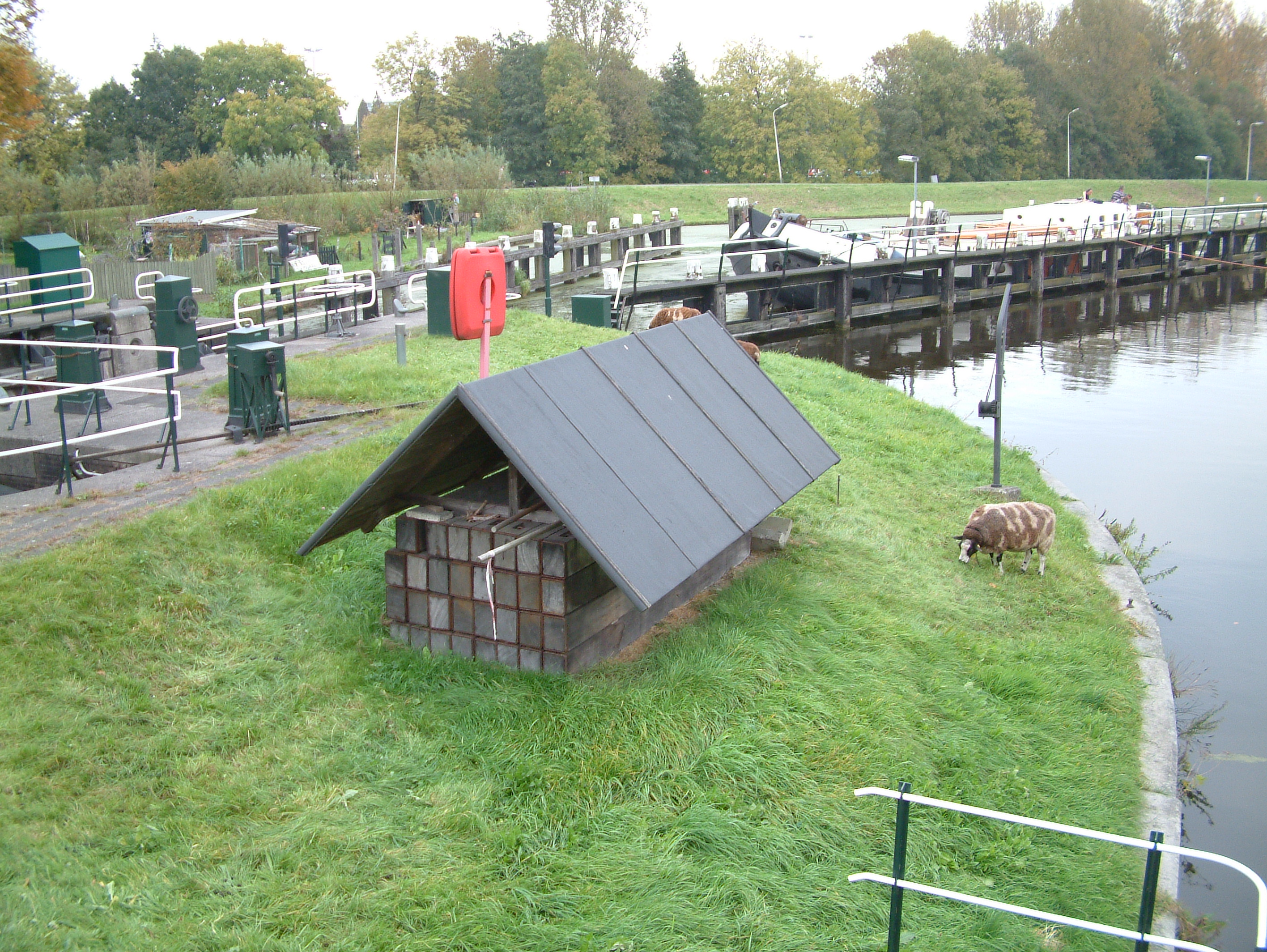
balkenopslag
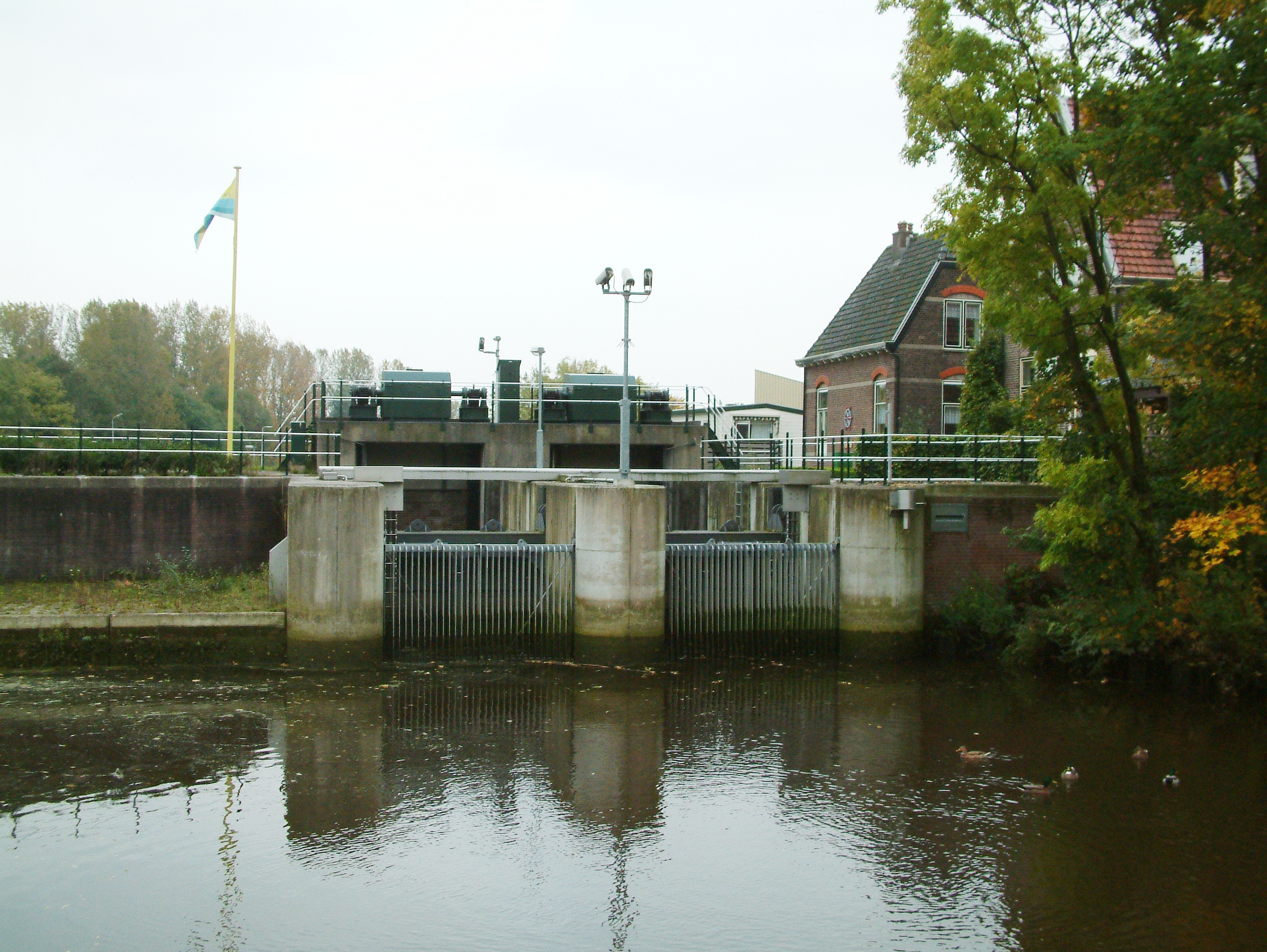
Spuisluis

Straten en pleinen: Achter de Kerk · Achter de Vismarkt · Hoge Gouwe · Kleiweg · Lage Gouwe · Markt · Naaierstraat · Oosthaven · Spieringstraat · Tiendeweg · Turfmarkt · Westhaven

Sluizen: Donkere sluis · Hanepraaisluis · Havensluis · Ir. De Kock van Leeuwensluis · Julianasluis · Mallegatsluis · Moordrechtse Verlaat · Waaiersluis

Grachten en singels: Gouwe · Haven · Karnemelksloot · Turfmarkt · Turfsingel